# Partido Agrário
O Partido Agrário (em servo-croata:  Zemljoradnička stranka/Земљорадничка странка) foi um partido político do Reino da Iugoslávia criado em 1919. Participou da assembleia constituinte do reino, elegendo 39 representantes, defendendo uma reforma agrária radical e o centralismo. Este último posicionamento motivou os croatas a deixarem o partido e formarem o Partido Camponês Croata, tornando o Partido Agrário majoritariamente sérvio. Pela maior parte do tempo, permaneceu na oposição, mas continuou sendo pró-iugoslavo. Nas eleições de 1923, 1925 e 1927, conseguiu eleger, respectivamente, dez, quadro e nove deputados.